# Festival du film de Sarajevo 2021
Le Festival du film de Sarajevo 2021, la 27e édition du festival, se déroule du 13 au 20 août 2021.

## Déroulement et faits marquants
Le réalisateur allemand Wim Wenders reçoit un Cœur de Sarajevo d'honneur.
Les films Not So Friendly Neighbourhood Affair (Deset u pola) de Danis Tanović et Letters From the Ends of the Earth du collectif Bistrik7 ouvrent le festival.
Le 20 août 2021, le palmarès est décerné : le film Great Freedom (Große Freiheit) de Sebastian Meise (de) remporte le Cœur de Sarajevo du meilleur film, Milica Tomović (en)remporte le prix du meilleur réalisateur pour Celts (Kelti). Le prix de la meilleure actrice est remis aux trois actrices Flaka Latifi, Era Balaj et Urate Shabani pour La Colline où rugissent les lionnes, le prix du meilleur acteur est remis à Georg Friedrich pour Great Freedom.

## Jury

### Compétition des films de fiction
- Jasna Đuričić (présidente du jury), actrice  Serbie
- Mike Cahill, réalisateur  États-Unis
- Lili Horvát, réalisatrice  Hongrie
- Eva Sangiorgi, directrice artistique du festival international du film de Vienne  Autriche
- Martin Schweighofer, directeur exécutif de l'Austrian Film Commission  Autriche

## Sélection

### Compétition des films de fiction
- The Elegy of Laurel (Elegija lovora) de Dušan Kasalica
- Things Worth Weeping For (A legjobb dolgokon bőgni kell) de Cristina Grosan
- Bebia, à mon seul désir de Juja Dobrachkous
- Celts (Kelti) de Milica Tomović (en)
- Great Freedom (Große Freiheit) de Sebastian Meise (de)
- Looking for Venera (Në kërkim të Venerës) de Norika Sefa (en)
- Moon, 66 Questions (de) de Jacqueline Lentzou (de)
- Murina de Antoneta Alamat Kusijanović
- La Colline où rugissent les lionnes de Luàna Bajrami

### Films d'ouverture
- Not So Friendly Neighborhood Affair (en) (Deset u pola) de Danis Tanović
- Letters From the Ends of the Earth de Bistrik7

### Films de clôture
- Toma (sr) de Dragan Bjelogrlić

## Palmarès
- Cœur de Sarajevo du meilleur film : Great Freedom de Sebastian Meise (de)
- Cœur de Sarajevo du meilleur réalisateur : Milica Tomović (en) pour Celts
- Meilleure actrice : Flaka Latifi, Era Balaj et Urate Shabani pour La Colline où rugissent les lionnes
- Meilleur acteur : Georg Friedrich pour Great Freedom